# Переплетение повествования «Властелина колец»

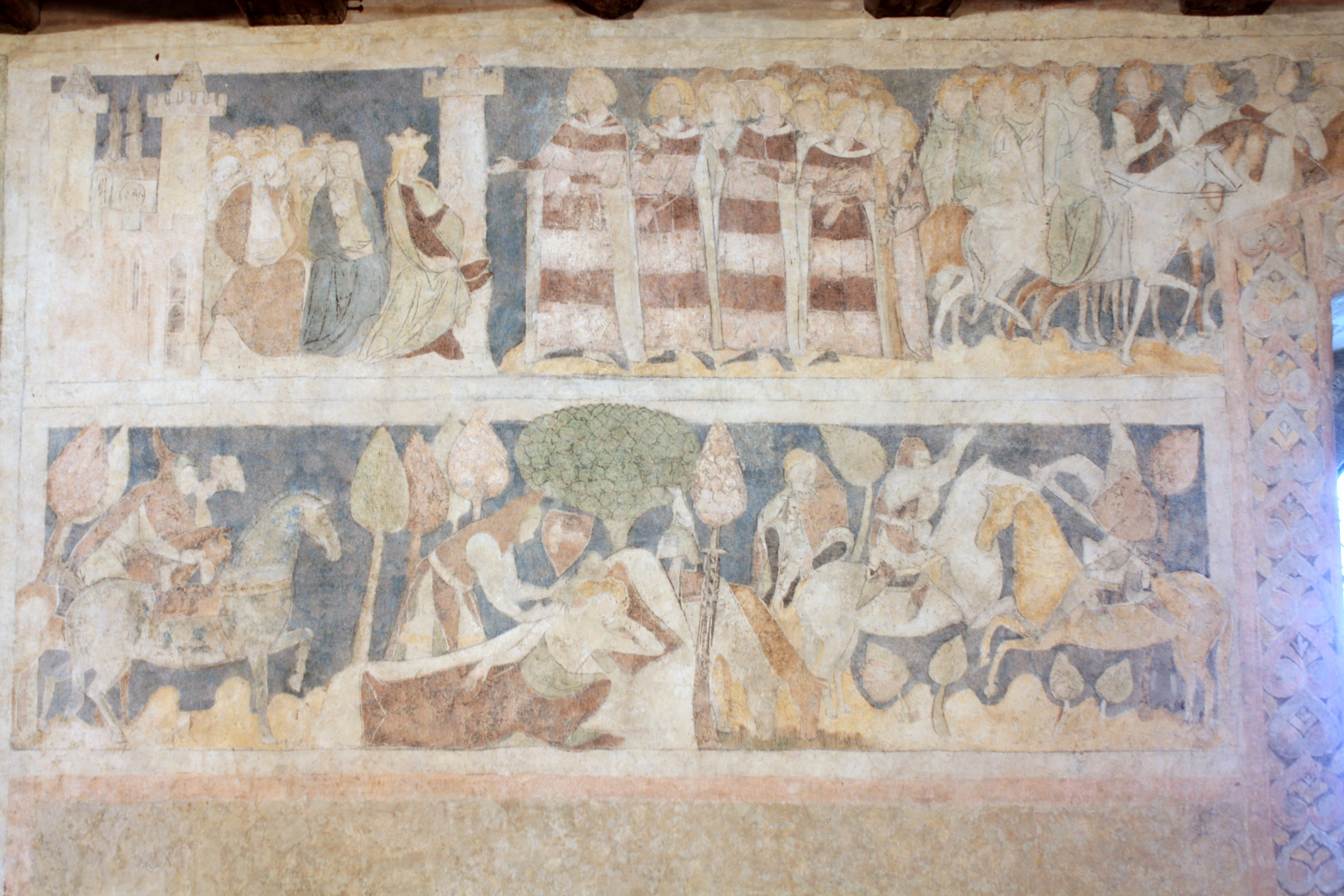
Примеры переплетенного сюжета из цикла «Ланселот-Грааль» на польской фреске XIV века

Переплетение повествования в книге Дж. Р. Р. Толкина «Властелин колец», также называемое французским термином «entrelacement» или «гобеленовый роман» (англ. Tapestry romance), — представляет собой необычную и сложную структуру повествования, известную из средневековой литературы, которая позволяет автору достичь разнообразных литературных эффектов. К ним относятся: удерживание читателя в напряжении и неведении о том, что произойдёт далее, и даже о том, что происходит с другими персонажами в это же время; поддержание чувства удивления, неразберихи и растерянности. Если говорить более тонко, то скачкообразные переходы по временной шкале во «Властелине колец» различными сюжетными линиями позволяют Толкину установить скрытые связи, которые можно уловить лишь ретроспективно, когда читатель, поразмыслив, осознаёт, что определённые события произошли в одно и то же время и что эти связи содержат некоторые сведения о противостоянии сил добра и зла.
Переплетения и взаимосвязи повествования поставили перед Питером Джексоном сложную задачу: перевести книгу в визуальное повествование, подходящее для его кинотрилогии «Властелин колец». Исследователи отмечают, что он использовал такие приёмы, как монтажный переход, параллельное действие, дублирование повторяющихся мотивов сюжета, диалоги с закадровым голосом, — чтобы вызвать сопоставимые эмоциональные и тематические эффекты.

## Средневековые переплетения повествования

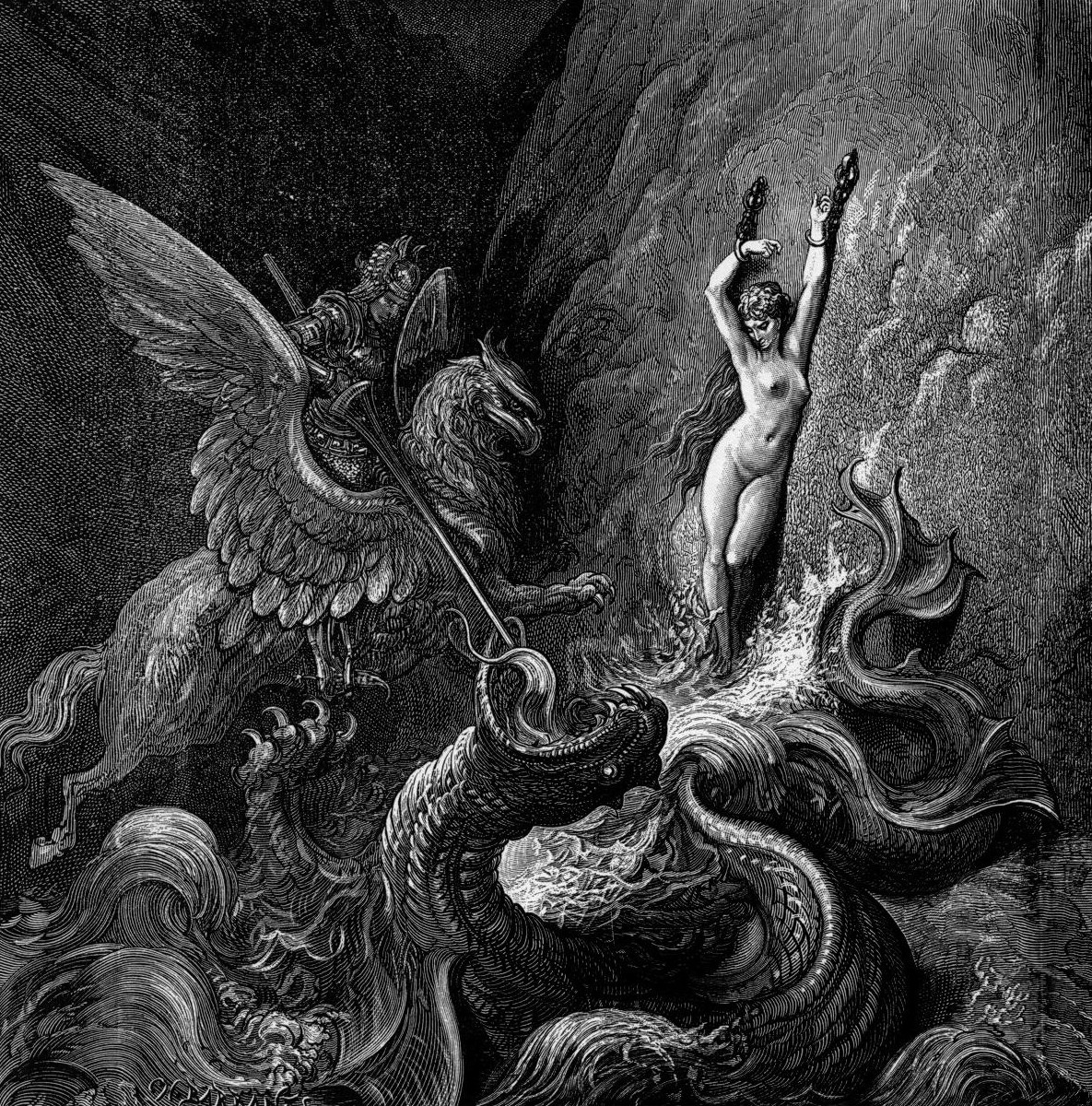
Толкин не любил французские и итальянские романы, такие как «Неистовый Роланд», но все равно использовал их технику переплетенного повествования. Рисунок Доре изображает Руджеро, спасающего Анжелику, XIX век

Переплетение повествования, — литературный прием и явление, ставшее популярным в средневековой литературе, особенно во Франции. Вместо того, чтобы пытаться сделать историю как можно более ясной с основным сюжетом и вспомогательными линиями, как в современном романе, сюжет средневековых произведений стремился отразить запутанный поток событий, что одновременно происходят в мире.
Ричард Кэролл Уэст приводит в качестве примера цикл «Ланселот-Грааль» XIII века, где Святой Грааль — это всего лишь одна цель, в то время, как каждый из рыцарей: Борс, Галахад, Гавейн и Ланселот, отправляются в путь на поиски своих собственных приключений, — что предоставляет читателям возможность сами сравнить и сопоставить события. За пределами Франции форму переплетённого повествования можно увидеть в древнеримской поэме «Метаморфозы» Овидия, в древнеанглийской поэме «Беовульф» (по которой Толкин был экспертом и вел лекции «Беовульф: чудовища и критики»), или в английской поэме «Королева фей» Эдмунда Спенсера 1590 года.
Том Шиппи пишет, что существует «небольшая загадка» в том, почему Толкин использовал этот французский средневековый литературный прием, поскольку он предпочитал «северную» литературу — древнеанглийскую, если возможно, а в противном случае древнескандинавскую — французским или более поздним итальянским эпосам, таким как поэма «Неистовый Роланд» Лудовико Ариосто, послужившая образцом для «Королева фей». Загадка проистекает из того факта, что Толкин ненавидел работы Спенсера и писал: «Я не читал Ариосто, но если бы читал, то он бы мне не понравился». Тем не менее, Толкин читал французские романы с переплетенным повествованием, когда работал над своей редакцией «Сэра Гавейна»; об использовании техники гораздо более плотной структуры, чем в средневековых романах.

## Повествовательная структура

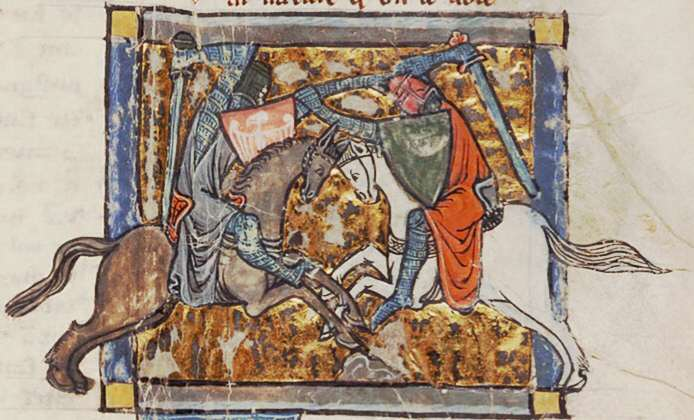
Во «Властелине колец» используются многие темы средневекового романа «Ивэйн, или Рыцарь со львом», такие как переплетенное повествование

### Применение средневековой техники
Уильям Блиссетт писал в 1959 году, вскоре после публикации книги, что «Властелин колец», учитывая его средневековую структуру, был «возможно, последним шедевром литературы Средневековья». Ричард Уэст отмечает, что это замечание остроумно, но не совсем правильно, поскольку роман затрагивает современные проблемы и нравится читателям, незнакомым со средневековой литературой.
Уэст пишет, что «Властелин колец» не был последним литературным шедевром Средневековья, но Толкин был верен интуиции, что средневековое переплетение подойдет для его «современного шедевра».

Джордж Х. Томсон писал в 1967 году, что переплетенная структура сюжета «Властелин колец» представляет собой «анатомию средневековых романтических тем» и отметил амбициозность произведения:
Толкин следует традиционному средневеково-ренессансному образцу «гобеленового романа»… содержащего серии переплетенных историй, каждая из которых подхватывается или отбрасывается по мере случая или необходимости напряжения… Это сложный и изощренный тип повествования давно вышел из моды.
Джон Холмс пишет, что в анализе Ричарда Уэста 1975 года особое внимание уделялось переплетенной структуре романа, которая им «целиком и полностью исследована». Холмс заявляет, что Толкин «использует эту средневековую технику явно современным способом, ближе к Вирджинии Вульф и Уильяму Фолкнеру, нежели к Томасу Мэллори в его „Смерть Артура“ или Кретьену де Труа».
Уэст пишет, что история «Властелин колец» предельно проста: хоббит Фродо должен отнести вражеское Кольцо Всевластия Саурона туда, где оно было создано, на Роковую гору, в темные земли Мордора, в единственное место, где его можно уничтожить. Но поход Фродо «естественным образом вплетается в жизнь и судьбу других народов». Поход, в частности, пересекается с Войной Кольца, в результате которой все свободные народы Средиземья вступают в конфликт с Сауроном. Толкин использует средневековую технику переплетения повествования для создания современной сказки, уникальной своим «всепроникающим чувством истории», вымышленными языками, обильным использованием поэзии, песен, профессиональных знаниях Толкина в области филологии, истории, христианства, а также техники переплетения повествования.
Литературовед Джордж Томсон пишет: «Того, кто изучает роман, должно заинтересовать то, как Толкину удалось объединить почти полный каталог тем [средневековых] романов (многие из них в высшей степени экстраординарные) и сложную, емкую, чрезвычайно гибкую сюжетную структуру, которые создают целостность и связанность, убедительного современного прозаического повествования».

### Переплетенные повествования
Толкин разделил роман на шесть «книг», которые издатель решил напечатать в виде трех томов. Первая и вторая книги разделены, когда Фродо пересекает реку в Ривенделл. Третья и четвёртая книги разделены, когда Гэндальф и Пиппин едут в Минас-Тирит. Пятая и шестая книги разделены, когда орлы прилетают на битву у Черных врат.
Первые две книги следуют единой линии повествования. Пролог знакомит с историей народов Средиземья. Гэндальф рассказывает о Кольцах Власти и что дух Саурона уцелел. Хоббиты встречают лесных эльфов, чьё пение отгоняет всадников. Песню Гилдора об Элберет и Гилтаниель будет повторять Фродо. Том Бомбадил рассказывает о природе Средиземья. Фермер Мэггот везёт хоббитов в повозке к переправе. Трактирщик Наркис передаёт письмо Гэндальфа. Фродо поёт в таверне. Арагорн ведёт хоббитов по безопасной тропе, замечая в горах молнии Гэндальфа. Глорфиндел везёт Фродо в Ривенделл. Сэм рассказывает о троллях и Бильбо. На большом пире Бильбо поёт более трёх страниц. На совете Глоин рассказывает, что глашатай Саурона предлагал три кольца в обмен на хоббита. Боромир и Фарамир видели сон про Кольцо и хоббитов. В Мории Гэндальф читает «Книгу Мазарбула» гномов. Братство живёт несколько месяцев в Лотлориэн и изучают культуру эльфов.
Начиная с третьей книги появляется много переплетений сюжета, поскольку Братство распадается и разные группы направляются в свой собственный поход. Гэндальф рассказывает о битве с Балрогом в бездне Мории. Прибыв в Эдорас, Арагорн заканчивает поход Братства и начинает командовать войсками, стремясь взойти на трон Гондора. Древобород рассказывает предания о природе Средиземья. Основной поход Фродо вообще не пересекается с сюжетом третьей книги; и наоборот, сюжеты других персонажей не пересекаются в четвёртой книге. Фродо и Сэм попадают в лагерь Фарамира в Каир Андрос, а затем продолжают путь в Кирит Унгол. Сэм и Фродо бродят по Эмин Муил и там впервые встречают Назгула.
В пятой книге снова ничего не говорится о Фродо и Сэме, а сюжет следует за Арагорном, Леголасом и Гимли. Арагорн узнает из палантира о Пути Мертвых. Арагорн находит поддержку со стороны рейнджеров севера и гондорцев. Денетор велит зажечь союзные огни перед тем, как палантир сводит его с ума. Перед битвой у Черных врат Арагорна коронуют в палатке. Сюжет пересекается с приключениями Мерри и Пиппина и романтической линией Фарамира, и Эовин в лазарете. Шестая книга описывает самую опасную часть путешествия Фродо и Сэма в Мордоре. После битвы все друзья снова собираются вместе. Хоббиты выгоняют орков и Сарумана из Шира.
Временная шкала часто на много сложнее, чем можно предположить, поскольку события в книге не синхронизируются по времени; вместо этого повествование постоянно совершает скачки, так что иногда одна или другая группа опережает время, а иногда рассказывается о тех событиях, что произошли в промежутке времени. Ричард Уэст и Том Шиппи отмечают, что это лишь основные переплетения; а много мелких происходят по мере того, как персонажи путешествуют по Средиземью.
| Персонаж        | 1 Первое путешествие                                                                       | 1 Первое путешествие                                                                      | 2 Поход Братства | 2 Поход Братства                                                      | 3 Измена Изенгарда                                                                     | 3 Измена Изенгарда                                          | 4 Поход Кольценосцев                                                               | 5 Война Кольца                                                                | 6 Конец Третьей эпохи                      | 6 Конец Третьей эпохи |
| --------------- | ------------------------------------------------------------------------------------------ | ----------------------------------------------------------------------------------------- | --- | --------------------------------------------------------------------- | -------------------------------------------------------------------------------------- | ----------------------------------------------------------- | ---------------------------------------------------------------------------------- | ----------------------------------------------------------------------------- | ------------------------------------------ | --- |
| Фродо и Сэм     | Путь в Бри: Бакленд, Старый Вяз, Том Бомбадил, умертвии, фермер Мэггот.                    | Путь в Ривенделл. Глорфиндел везет Фродо через реку. Сэм рассказывает о троллях и Бильбо. | Совет Элронда. Девять членов Братства отправляются на юг. В горах нападают волколаки. В Карадрасе лавина преграждает проход. Орки в Мории. Эльфы в Лотлориен. | Орк бьет копьем Фродо, но кольчуга спасает его. Сбегают через Андуин. |                                                                                        |                                                             | Эмин Муил, Итилиен, Каир Андрос Логово Шелоб.                                      |                                                                               | Орки пытают Фродо. Путь к Роковой горе.    | Друзья собираются. Очищение Шира. Фродо уплывает на корабле. Сэм пишет Алую книгу. Мэрри и Пиппин посещают Рохан, и Гондор. |
| Мэрри           | Путь в Бри: Бакленд, Старый Вяз, Том Бомбадил, умертвии, фермер Мэггот.                    | Путь в Ривенделл. Глорфиндел везет Фродо через реку. Сэм рассказывает о троллях и Бильбо. | Совет Элронда. Девять членов Братства отправляются на юг. В горах нападают волколаки. В Карадрасе лавина преграждает проход. Орки в Мории. Эльфы в Лотлориен. |                                                                       | Попадают в плен к Урук хай. Встречают Древоборода в Фангорне.                          | Совет Энтов. Падение Изенгарда.                             |                                                                                    | Воин Теодена. Сражается с Королем-чародеем.                                   |                                            | Друзья собираются. Очищение Шира. Фродо уплывает на корабле. Сэм пишет Алую книгу. Мэрри и Пиппин посещают Рохан, и Гондор. |
| Пиппин          | Путь в Бри: Бакленд, Старый Вяз, Том Бомбадил, умертвии, фермер Мэггот.                    | Путь в Ривенделл. Глорфиндел везет Фродо через реку. Сэм рассказывает о троллях и Бильбо. | Совет Элронда. Девять членов Братства отправляются на юг. В горах нападают волколаки. В Карадрасе лавина преграждает проход. Орки в Мории. Эльфы в Лотлориен. | Роняет камень в Мории.                                                | Попадают в плен к Урук хай. Встречают Древоборода в Фангорне.                          | Совет Энтов. Падение Изенгарда.                             | Воин Денетора. Сражается с троллем.                                                | Битва при Моранноне. Глашатай Саурона. Орлы прилетают на битву у Черных врат. |                                            | Друзья собираются. Очищение Шира. Фродо уплывает на корабле. Сэм пишет Алую книгу. Мэрри и Пиппин посещают Рохан, и Гондор. |
| Арагорн         | Охотился за Голлумом.                                                                      | Ведет хоббитов по скрытой тропе.                                                          | Совет Элронда. Девять членов Братства отправляются на юг. В горах нападают волколаки. В Карадрасе лавина преграждает проход. Орки в Мории. Эльфы в Лотлориен. | Перековывает Нарсил в Ривенделле.                                     | Встречают всадников Рохана. Находят убитых гоблинов и Урук хай. Находят брошь Пиппина. | Битва при Хельмовой Пади. Эовин влюбляется в Арагорна.      | Путь мертвых. Сражается с корсарами Умбар. Битва на Пеленнорских полях. Харадримы. | Битва при Моранноне. Глашатай Саурона. Орлы прилетают на битву у Черных врат. | Правит Гондором.                           | |
| Леголас и Гимли |                                                                                            |                                                                                           | Совет Элронда. Девять членов Братства отправляются на юг. В горах нападают волколаки. В Карадрасе лавина преграждает проход. Орки в Мории. Эльфы в Лотлориен. | Сражается с троллем в Мории.                                          | Встречают всадников Рохана. Находят убитых гоблинов и Урук хай. Находят брошь Пиппина. | Битва при Хельмовой Пади. Эовин влюбляется в Арагорна.      | Путь мертвых. Сражается с корсарами Умбар. Битва на Пеленнорских полях. Харадримы. | Битва при Моранноне. Глашатай Саурона. Орлы прилетают на битву у Черных врат. | Посетили пещеры Агларонда и леса Фангорна. | |
| Гэндальф        | 17 лет путешествует. Радагаст предупреждает о Всадниках. Отправляет Фродо в путь и уезжает |                                                                                           | Совет Элронда. Девять членов Братства отправляются на юг. В горах нападают волколаки. В Карадрасе лавина преграждает проход. Орки в Мории. Эльфы в Лотлориен. | Умирает в Мории.                                                      | Воскресает. Путь в Эдорас.                                                             | Исцеляет Теодена. Приводит подкрепление. Путь в Минас Тирит | Созывает союзников.                                                                | Битва при Моранноне. Глашатай Саурона. Орлы прилетают на битву у Черных врат. | Уплывает на корабле.                       | |
| Боромир         |                                                                                            |                                                                                           | Совет Элронда. Девять членов Братства отправляются на юг. В горах нападают волколаки. В Карадрасе лавина преграждает проход. Орки в Мории. Эльфы в Лотлориен. |                                                                       | Умирает в Парт Гален.                                                                  |                                                             |                                                                                    |                                                                               |                                            | |
| Голлум          | Встречает Гэндальфа.                                                                       |                                                                                           | Преследует Братство. |                                                                       |                                                                                        |                                                             | Черные врата. Путь к Кирит Унгол                                                   |                                                                               | Уничтожает Кольцо.                         | |

## Эффекты
Эффекты переплетенной структуры «Властелина колец» варьируются от яркого до тонкого.

### Недоумение, неизвестность и удивление
Переплетенное повествование позволило Толкину подать тщательно запутанную историю, представленную глазами хоббитов, «подчеркнув их частое замешательство и растерянность». Это достигается за счет того, что читатель знает не больше, чем то, что видит каждый из хоббитов, когда они следуют вперед, не зная, что их ждет впереди, где их друзья или не провалился ли поход. Замешательство читателя сводится к минимуму за счет использования синхронизации «повествовательных ориентиров», таких как эльфийская брошь Пиппина, которую обнаружил Арагорн, или за счет того, что разные персонажи наблюдают одно и то же событие, например, полную луну, в разные моменты повествования.
Переплетенное повествование позволяет Толкину создавать интригующие и «захватывающие» концовки глав. Например. в конце пятой книги Пиппин попадает под убитого им тролля,  но развязка будет представлена сюжетными элементами позже. В качестве другого примера Толкин позволяет энтам и хуорнам внезапно и решительно появляться на поле битвы у Хельмовой Пади.

### Естественность и взаимосвязанность
Уэст пишет, что «даже читатель, не интересующийся литературной формой или структурой, должен заметить, по крайней мере бессознательно, что у сюжета явно извилистая манера». Вещи происходят привычным образом: «Кажется, что-то происходит в нашей собственной жизни», где «случайные столкновения разрозненных людей и событий… связывают воедино нити истории». Так, Мерри и Пиппин встречают энтов и заставляют свергнуть их врага Сарумана, который также был врагом королевства Рохан. Это освобождает и позволяет Рохану пойти на помощь Гондору в их войне с Сауроном. Два хоббита никогда бы не встретились с энтами, если бы орки Сарумана не захватили их. Хоббиты не убежали бы от орков, если бы их не разбили всадники Рохана по приказу короля Теодена. Уэст утверждает, что у каждой группы и персонажа есть мотивация, а их истории взаимодействуют. Это кажется естественным и может показаться «неточным», но «все взаимосвязано».

### Провидение и удача
Скачки и переходы по временной шкале разных сюжетных линий позволяют Толкину установить скрытые связи, которые можно уловить только ретроспективно, поскольку читатель, поразмыслив, понимает, что определённые события произошли в одно и то же время. Шиппи приводит в качестве примера эпизод на башне Амон Хен, когда Фродо, надев Кольцо, ощущает влияние силы Ока Саурона; в то же время он слышит голос, призывающий его снять Кольцо, — что дает ему достаточно времени для того, чтобы принять решение и продолжить поход, подчинившись совету. Переплетенная структура, как отмечает Уэст, может «показать цель или закономерность изменений». Это можно заметить на примере удачи, как пишет Шиппи, когда в повседневной жизни неясно, является ли это «чем-то совершенно банальным и практичным, и таинственным, и сверхъестественным». В поэме «Беовульф» для этого используют древнеанглийское слово, — Вирд (англ. Wyrd).

### Глубина и открытость
Богатство деталей романа и то, как события взаимодействуют друг с другом, помогает создать как впечатление глубины, так и ощущение солидности; воображаемый мир становится реальным. Появляется ощущение того, что роман является частью огромной мифологии, которое поддерживается как упоминанием древних событий в тексте, так и обширными приложениями (охватывающими такие аспекты книги, как «Короли и правители», «Хронология», «Генеалогическое древо», «Календари», «Письма и книги», «Орфография и языки Средиземья»). Все это создает в сознании читателя ощущение незавершенности, «в результате чего создается впечатление, что история существует за пределами книги и что автор мог бы начать её раньше или закончить позже, на выбор». Приложения после эпилога содержат подробности событий задолго до Войны Кольца, которые ранее произошли в Средиземье и что случилось с главными героями после периода, описанного в тексте. Уэст также отмечает, что это передает диалог Фродо и Сэма на лестнице Кирит-Унгол: 
- Наверное, так часто бывает в старых сказках о всяких подвигах и приключениях — сказал Сэм. Герои в сказках ищут подвигов и совершают их потому что хотят, что им это интересно, — ну для развлечения, если вы понимаете, про что я толкую. Но в настоящих сказках, в тех, которые запоминаются, дело вовсе не в этом. Там герои просто попадают куда-нибудь, потому что таков их путь. Они ведь могут вернуться, как и мы, например, да только не возвращаются. Про тех, кто вернулся, сказок не складывают и песен не поют. Которые до конца шли, те — другое дело. А конец-то, знаете, не всегда бывает хорошим, для героев-то. Когда сказку слушаешь, может, по-другому кажется… Хотя можно все-таки и домой вернуться. Пусть даже там все будет по-старому, ан нет, все по-другому, потому что ты уже другой. Вот так было со старым Бильбо: после своих приключений он переменился. Сказки, в которых все благополучно — не самые интересные, хотя, конечно, попасть в них лучше всего. Интересно бы знать, наша сказка какая?
— Интересно, — согласился Фродо. — Только я не знаю. В настоящих сказках всегда так. Ты можешь знать или догадываться, как она кончится — хорошо или плохо, но те, кто в ней, не знают. И ты даже не хотел бы, чтобы знали.
— Конечно, нет! Вот хотя бы Берен: он и не думал, что добудет Сильмарилл, и все-таки добыл, а ему приходилось гораздо хуже, чем нам сейчас. Это, конечно, длинная сказка, в ней есть и горе, и радость, и многое другое. Сверкающий Камень, помните, попал к Эарендилу, а потом превратился в Вечернюю Звезду. И — ох, как это я до сих пор не подумал! У нас… то есть у вас тоже есть немножко от его света, ну, в той склянке, которую дала Галадриэль. Выходит, наша сказка похожа на ту! Неужели старые-то сказки не кончаются никогда?

— Кончаются не сказки, — задумчиво сказал Фродо, — это герои появляются и уходят, когда их дело сделано. Когда-нибудь и наша роль придет к концу.

## Преобразования в кино

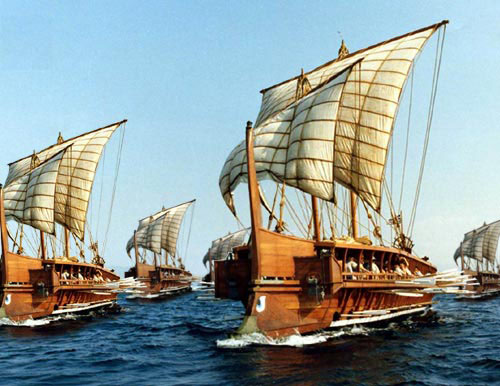
Армия Арагорна прибывает на кораблях Корсар Умбар в то же время, когда Эовин побеждает Короля-Чародея, — сценаристы объединили эти два эпизода, чтобы отразить эффект эвкатастрофы

Питер Джексон в кинотрилогии «Властелин колец» решил отказаться от сложной, запутанной, переплетающейся структуры повествования Толкина и заменить её линейной историей с главными эпизодами, показанными в хронологическом порядке, с чередованием действий персонажей в разных локациях, в одно и то же время. Это упрощает повествование, но позволяет зрителям узнать больше, чем видят герои, несколько подрывая ощущение того, что они совершают выбор на основе личного мужества перед лицом неизвестного.
Э. Л. Рисден процитировал режиссёра кинотрилогии «Властелин колец» Питера Джексона, который сказал, что «Братство кольца» ему было легче всего снимать, поскольку в первом томе в основном линейная структура; а два других тома переплетены друг с другом, — что поставит перед режиссёром гораздо более сложные задачи. Рисден проанализировал, как Джексон сделал Кольцо центральной темой, вокруг которой строится повествование, чтобы обеспечить более «убедительные сцены действий с как можно меньшим количеством отступлений». Иветт Кисор исследовал, как Джексон использовал комбинацию кинотехник, чтобы имитировать эффект переплетений повествования и сохранить взаимосвязи между линиями персонажей; эти методы включают дополнительные сцены, визуальное дублирование и закадровый голос. Кисор пришёл к выводу, что, в отличие от некоторых исследователей Толкина, Джексону удалось добиться сопоставимых эффектов в «эмоциональном и тематическом содержании» и, таким образом, остаться верным книге.
Эмили Огер пишет, что в фильме часто применяется сложная структура, особенно в сценах из расширенной версии на DVD. В фильме используются «специальные кинематографические вариации переплетенной структуры Толкина» и вставки, что усиливают повествование, и «драматизируют его статус, как мифа». Она перечисляет более 50 сцен, в которых встречаются различные формы переплетения. Более того, они соответствуют сразу всем трём типами переплетения повествования, которые использовал художник Алан Ли при работе над иллюстрациями Толкина в переиздании книги 1992 года: это структурное чередование (ахронологический порядок), стилистическое чередование (повторное изложение тем) и изобразительное чередование (персонажи изображаются так, как если бы внешнее было проекцией внутреннего).
Сценаристы решили сгладить сложную переплетающуюся структуру временной шкалы книги, чтобы создать гораздо более прямое повествование, подходящее для киноверсии «Властелин колец». Другие сцены изменили, чтобы справиться с эффектами сокращений и преображений, а также в них пропущены важные детали книги.